# Venonia coruscans
Venonia coruscans är en spindelart som beskrevs av Tord Tamerlan Teodor Thorell 1894. Venonia coruscans ingår i släktet Venonia och familjen vargspindlar. Inga underarter finns listade.